# Filip Novák (lední hokejista)
Filip Novák (* 7. května 1982 v Českých Budějovicích) je bývalý český hokejový obránce.

## Ocenění a úspěchy
- 2000 CHL - Top Prospects Game
- 2002 CHL - Druhý All-Star Tým
- 2002 WHL - První All-Star Tým východu
- 2003 AHL - All-Rookie Tým
- 2003 AHL - All-Star Game
- 2006 AHL - All-Star Game
- 2007 AHL - All-Star Game
- 2018 1.ČHL - Nejtrestanější hráč v playoff

## Prvenství

### NHL
- Debut - 24. března 2006 (Buffalo Sabres proti Ottawa Senators)

### ČHL
- Debut - 12. září 2007 (HC Slavia Praha proti HC Mountfield)
- První gól - 28. září 2007 (Bílí Tygři Liberec proti HC Mountfield, brankáři Milanu Hniličkovi)
- První asistence - 2. listopadu 2007 (HC Mountfield proti HC Slovan Ústečtí Lvi)

### KHL
- Debut - 2. září 2008 (Amur Chabarovsk proti Dinamo Riga)
- První asistence - 3. září 2008 (Amur Chabarovsk proti Dinamo Riga)
- První gól - 14. září 2008 (Dinamo Riga proti Atlant Mytišči, brankáři Ray Emery)

## Klubová statistika
| Sezóna       | Klub                       | Soutěž       |     | Základní část | Základní část | Základní část | Základní část | Základní část |   | Play off | Play off | Play off | Play off | Play off |
| Sezóna       | Klub                       | Soutěž       | Z   | G             | A             | B             | TM            | Z             | G | A        | B        | TM       |          |          |
| 1998–99      | HC České Budějovice        | ČHL-20       | 68  | 8             | 10            | 18            | 43            | —             | — | —        | —        | —        |          |          |
| 1999–00      | Regina Pats                | WHL          | 47  | 7             | 32            | 39            | 70            | 7             | 1 | 4        | 5        | 5        |          |          |
| 2000–01      | Regina Pats                | WHL          | 64  | 17            | 50            | 67            | 75            | 6             | 1 | 4        | 5        | 6        |          |          |
| 2001–02      | Regina Pats                | WHL          | 60  | 12            | 46            | 58            | 125           | 6             | 2 | 2        | 4        | 19       |          |          |
| 2002–03      | San Antonio Rampage        | AHL          | 57  | 10            | 17            | 27            | 79            | 1             | 0 | 0        | 0        | 0        |          |          |
| 2004–05      | San Antonio Rampage        | AHL          | 71  | 1             | 12            | 13            | 84            | —             | — | —        | —        | —        |          |          |
| 2005–06      | Binghamton Senators        | AHL          | 64  | 8             | 44            | 52            | 58            | —             | — | —        | —        | —        |          |          |
| 2005–06      | Ottawa Senators            | NHL          | 11  | 0             | 0             | 0             | 4             | —             | — | —        | —        | —        |          |          |
| 2006–07      | Syracuse Crunch            | AHL          | 67  | 5             | 32            | 37            | 92            | —             | — | —        | —        | —        |          |          |
| 2006–07      | Columbus Blue Jackets      | NHL          | 6   | 0             | 0             | 0             | 2             | —             | — | —        | —        | —        |          |          |
| 2007–08      | HC Mountfield              | ČHL          | 45  | 2             | 2             | 4             | 50            | 12            | 0 | 0        | 0        | 29       |          |          |
| 2008–09      | Dinamo Riga                | KHL          | 50  | 4             | 14            | 18            | 85            | 3             | 0 | 1        | 1        | 14       |          |          |
| 2009–10      | HC MVD Balašicha           | KHL          | 52  | 2             | 22            | 24            | 124           | 21            | 2 | 8        | 10       | 30       |          |          |
| 2010–11      | OHK Dynamo Moskva          | KHL          | 25  | 2             | 6             | 8             | 30            | —             | — | —        | —        | —        |          |          |
| 2011–12      | OHK Dynamo Moskva          | KHL          | 39  | 2             | 9             | 11            | 46            | 19            | 2 | 4        | 6        | 16       |          |          |
| 2012–13      | HK Dynamo Moskva           | KHL          | 42  | 4             | 15            | 19            | 71            | 15            | 1 | 3        | 4        | 6        |          |          |
| 2013–14      | HK Dynamo Moskva           | KHL          | 29  | 2             | 14            | 16            | 51            | 7             | 0 | 0        | 0        | 4        |          |          |
| 2014–15      | HK Dynamo Moskva           | KHL          | 32  | 3             | 11            | 14            | 18            | 11            | 0 | 4        | 4        | 12       |          |          |
| 2015–16      | HC Slovan Bratislava       | KHL          | 16  | 1             | 1             | 2             | 12            | —             | — | —        | —        | —        |          |          |
| 2015–16      | Traktor Čeljabinsk         | KHL          | 35  | 4             | 6             | 10            | 48            | —             | — | —        | —        | —        |          |          |
| 2016–17      | HC Dynamo Pardubice        | ČHL          | 9   | 1             | 2             | 3             | 8             | —             | — | —        | —        | —        |          |          |
| 2016–17      | HC Slovan Bratislava       | KHL          | 11  | 0             | 3             | 3             | 24            | —             | — | —        | —        | —        |          |          |
| 2016–17      | ČEZ Motor České Budějovice | 1.ČHL        | 14  | 2             | 4             | 6             | 14            | 9             | 1 | 7        | 8        | 31       |          |          |
| 2017–18      | ČEZ Motor České Budějovice | 1.ČHL        | 34  | 2             | 9             | 11            | 52            | 9             | 0 | 3        | 3        | 62       |          |          |
| Celkem v AHL | Celkem v AHL               | Celkem v AHL | 259 | 24            | 105           | 129           | 313           | 1             | 0 | 0        | 0        | 0        |          |          |
| Celkem v NHL | Celkem v NHL               | Celkem v NHL | 17  | 0             | 0             | 0             | 6             | —             | — | —        | —        | —        |          |          |
| Celkem v KHL | Celkem v KHL               | Celkem v KHL | 331 | 24            | 101           | 125           | 509           | 76            | 5 | 20       | 25       | 82       |          |          |

## Reprezentace
Ke svému prvnímu zápasu za českou reprezentaci nastoupil 8. listopadu 2007 v Helsinkách v utkání Finsko : Česko 2:3. V roce 2010 se zúčastnil MS v Německu, nastoupil tam však jen ke dvěma zápasům – proti Norsku si pochroumal rameno a musel odcestovat domů.
| Rok                       | Tým                       | Soutěž                    | Z  | G | A | B | TM |
| ------------------------- | ------------------------- | ------------------------- | -- | - | - | - | -- |
| 1999                      | Česko 18                  | MS-18                     | 7  | 1 | 2 | 3 | 4  |
| 2002                      | Česko 20                  | MSJ                       | 7  | 0 | 2 | 2 | 4  |
| 2010                      | Česko                     | MS                        | 3  | 0 | 1 | 1 | 4  |
| Juniorská kariéra celkově | Juniorská kariéra celkově | Juniorská kariéra celkově | 14 | 1 | 4 | 5 | 8  |
| Seniorská kariéra celkově | Seniorská kariéra celkově | Seniorská kariéra celkově | 3  | 0 | 1 | 1 | 4  |